# Frances Marion
Pour les articles homonymes, voir Marion.
Frances Marion, née Marion Benson Owens à San Francisco, en Californie (18 novembre 1888 - 12 mai 1973) est une journaliste, écrivaine, réalisatrice et scénariste américaine, souvent citée comme l'une des plus célèbres scénaristes du XXe siècle avec June Mathis et Anita Loos.

## Biographie
Frances Marion travaille comme journaliste et est correspondante de guerre pendant la Première Guerre mondiale. De retour en Californie, elle s’installe à Los Angeles où elle gagne sa vie comme assistante d'écriture à la « Lois Weber Productions », une compagnie créée et dirigée par la réalisatrice pionnière Lois Weber.
Sous le pseudonyme « Frances Marion », elle est l'auteur de nombreux scénarios pour la star Mary Pickford, dont Petit Démon et Pauvre petite fille riche, mais aussi pour d'autres succès des années 1920 et 1930. Elle est la première femme à remporter l'Oscar pour la Meilleure adaptation en 1930 pour le film Big House, elle reçoit aussi l'Oscar de la meilleure histoire originale pour Le Champion en 1932. Elle est créditée sur 300 scénarios et plus de 130 productions. Elle réalisa également et joua parfois la comédie dans ses premiers films avec Mary Pickford.

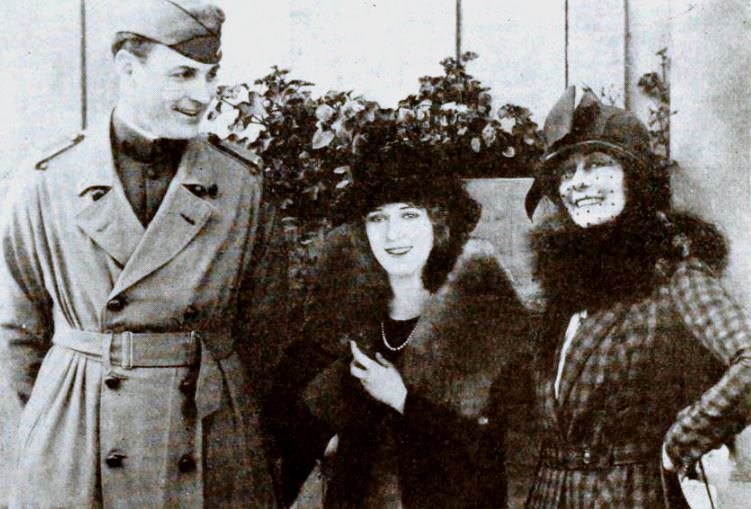
Fred Thomson, Frances Marion et Mary Pickford en 1919

Elle s'est mariée quatre fois, d'abord à Wesley de Lappe, puis à Robert Pike, avant de changer son nom. En 1919, elle épouse Fred Thomson, qui partagera l'affiche de The Love Light avec Mary Pickford en 1921. Après sa mort soudaine en 1928, elle se remarie avec le réalisateur George W. Hill en 1930, mais le mariage se termine en divorce trois ans plus tard. Elle resta longtemps sous contrat avec la MGM mais quittera Hollywood en 1946, financièrement indépendante, pour s'accorder plus de temps dans l'écriture de pièce de théâtre et de romans.
Frances Marion a publié ses mémoires Off with Their Heads: A Serio-Comic Tale of Hollywood en 1972. Elle est morte en mai 1973.

## Filmographie partielle

### comme scénariste
- 1912 : Le Chapeau de New York (The New York Hat) de D. W. Griffith (court-métrage)
- 1917 : As Man Made Her de George Archainbaud
- 1917 : Pauvre Petite Fille riche (The Poor Little Rich Girl) de Maurice Tourneur
- 1917 : Petit Démon (Rebecca of Sunnybrook Farm) de Marshall Neilan
- 1917 : La Petite Princesse (The Little Princess) de Marshall Neilan
- 1917 : The Stolen Paradise de Harley Knoles
- 1917 : The Web of Desire d'Émile Chautard
- 1918 : L'Enfant de la forêt (M'Liss) de Marshall Neilan (scénario)
- 1918 : À chacun sa vie (Amarilly of Clothes-Line Alley) de Marshall Neilan
- 1918 : Douglas a le sourire (He Comes Up Smiling) d'Allan Dwan
- 1918 : La Petite Vivandière (Johanna Enlists) de William Desmond Taylor
- 1918 : L'École du bonheur (How Could You, Jean?) de William Desmond Taylor
- 1919 : Anne of Green Gables (scénario)
- 1919 : A Regular Girl (scénario)
- 1919 : Le Trésor (Captain Kidd, Jr.) de William Desmond Taylor
- 1919 : The Dark Star (scénario)
- 1919 : The Misleading Widow (scénario)
- 1919 : L'Étoile de cinéma (The Cinema Murder)
- 1920 : Pollyanna (adaptation)
- 1920 : La Gamine (The Flapper) de Alan Crosland (scénario)
- 1922 : Fleur de Lotus (The Toll of the Sea) de Chester M. Franklin
- 1922 : The Primitive Lover de Sidney Franklin
- 1923 : The Voice from the Minaret de Frank Lloyd (adaptation)
- 1923 : À l'abri des lois (Within the Law) de Frank Lloyd
- 1923 : Potash et Perlmutter (Potash and Perlmutter) de Clarence G. Badger
- 1923 : The Nth Commandment de Frank Borzage
- 1924 : Secrets de Frank Borzage (scénario)
- 1925 : Sa nièce de Paris (Lightnin') de John Ford
- 1925 : La Flamme victorieuse (His Supreme Moment) de George Fitzmaurice
- 1925 : L'Amazone (Zander the Great) de George W. Hill
- 1926 : Giboulées conjugales (The First Year), de Frank Borzage (scénario)
- 1926 : Paris at midnight (scénario et adaptation du roman Le Père Goriot de Balzac
- 1926 : Le Fils du cheik (The Son of the Sheik) (scénario)
- 1926 : La Conquête de Barbara Worth (The Winning of Barbara Worth) de Henry King
- 1928 : Le Vent (The Wind) de Victor Sjöström
- 1928 : Les Cosaques (The Cossacks) de George William Hill
- 1928 : Les Masques de Satan (The Masks of the Devil) de Victor Sjöström
- 1929 : Désirs (Their Own Desire) de E. Mason Hopper
- 1930 : Soyons gai (Let Us Be Gay) de Robert Z. Leonard
- 1931 : Tribunal secret (The Secret Six) (scénario et dialogues)
- 1931 : Le Champion (The Champ) de King Vidor
- 1932 : Cynara (scénario)
- 1940 : L'Enfer vert (Green Hell) de James Whale

### comme réalisatrice
- 1921 : Le Signal de l'amour (The Love Light)
- 1921 : Just Around the Corner
- 1923 : Fleur des sables (en) (The Song of Love)

### comme actrice
- 1915 : A Girl of Yesterday d'Allan Dwan

## Distinction
- 1930 : Oscar du meilleur scénario adapté pour Big House[2]